# Bodil Granberg
Bodil Helena Granberg, född 6 november 1950, död 9 maj 2009 i Hållnäs-Österlövsta församling, var en svensk djuruppfödare och cirkusdirektör.
Granberg födde upp släthårig foxterrier i 30 år och bullterrier i 25 år under kennelnamnet Bodils. Hon mottog Svenska Kennelklubbens Hamiltonplakett.
Granberg turnerade i nästan 40 år med sin minicirkus och hon medverkade även i tv-programmet 100 höjdare.  Under tio års turnerande vid Sveriges folkparker sågs Bodil Granberg av 240 000 personer. Hennes sista tid i livet var besvärlig, då hon hade svårt att anpassa sig till nya EU-regler om djurhållning. Vid sin död hade hon cirka 150 djur, varav runt 40 hundar samt  papegojor, ankor, gäss, minigrisar, katter och påfåglar.